# Anna Fidlerová
Anna Fidlerová (11. listopadu 1919 Hospozín – 14. března 2016 Karlovy Vary) byla novinářka a publicistka, členka Syndikátu novinářů ČR. Působila v Praze a Liberci, od roku 1955 pak v Karlových Varech, kde se s výjimkou období normalizace, kdy jí byla zakázána činnost, věnovala novinářské profesi. V roce 1990 byla rehabilitována. Je považována za významnou osobnost karlovarského regionu.

## Biografie

### Mládí a studium
Narodila se v roce 1919 jako Anna Lhotáková ve středočeské obci Hospozín, kde žila s matkou a dědečkem. Otec, vyučený krejčí, neměl v malé obci pracovní uplatnění, za prací dojížděl do Prahy a později rodinu opustil. Dědeček byl na tehdejší poměry vzdělaný muž. Po první světové válce založil v obci komunistickou stranu, a rodina, jako snad jediná v obci, odebírala noviny (titul Podřipsko). Anna tak již v dětství poznala, co je politika a zájem o věci veřejné, což ji pro život výrazně zformovalo.
Otec si založil malou krejčovskou firmu a v roce 1934 se k rodině vrátil. Rodina se přestěhovala do Prahy, kde Anna vystudovala Českoslovanskou akademii obchodní dr. Edvarda Beneše (v Resslově ulici). Zde ji výrazně ovlivnil učitel češtiny jménem Kaňka, který nad rámec běžného vyučování chodil s žáky na výstavy, vyprávěl o literatuře, výtvarném umění a doporučoval významné koncerty a divadla. Anna, venkovská dívka, tak začala v Praze objevovat svět kultury. Zapojila se do studentského kulturního hnutí Mladá kultura. To se scházelo mj. v Mánesu, kam přicházeli mnozí zajímaví umělci a literáti, např. novinář Julius Fučík, který mladým vyprávěl o divadle, nebo kde všestranný vysokoškolský profesor Adolf Hoffmeister hovořil o umění.
Po ukončení studií byla Anna zaměstnána jako sekretářka ve Svazu průmyslu u Hugo Vavrečky (dědečka Václava Havla), který v té době s Janem Antonínem Baťou a Dominikem Čiperou tvořil tříčlenné direktorium firmy Baťa. V době narůstajícího napětí a ohrožení Československa ze strany Německa byl Hugo Vavrečka v září roku 1938 jmenován ministrem a Anna s ním odešla pracovat do Valdštejnského paláce.
Ve skupině Mladá kultura Anna poznala svoji první lásku, nevšedního a nadaného mladého muže ze židovské rodiny Lorise Sušického (mj. mluvil několika jazyky, hrál na klavír a tahací harmoniku). Jejich bezstarostné společné časy však skončily 5. června 1942, kdy byl mladý Loris předvolán k transportu do Terezína a v září 1943 pak i se svými rodiči transportován do Osvětimi. Tam byli zařazeni do rodinného tábora a po půl roce, v noci z 8. na 9. března 1944, byli všichni z tohoto terezínského transportu nacisty odvezeni do plynové komory. Anna si dodatečně vyčítala, že si Lorise nevzala, protože by byl smíšeným manželstvím po určitou dobu chráněný. Byla však v té době v nelehké sociální situaci, žila v jednopokojovém bytě společně s nemocnou matkou, která se před časem s Anniným otcem rozvedla.

### Po druhé světová válce
Před koncem války se Anna provdala za Miroslava Linharta, předválečného důstojníka Československé armády. Za války byl totálně nasazený a vykonával podřadnou práci v jednom z pražských archivů. Během Pražského povstání se zapojil do bojů, působil např. i na Pražačce, a po válce pak za tuto činnost dostal vyznamenání. Byl vzat zpět do armády a stal se velitelem jednoho z nově vzniklých pohotovostních pluků v Liberci, později pohraničních oddílů, a Anna, jako jeho manželka, ho následovala. Zde, v deníku Stráž severu, zahájila svoji novinářskou profesi.
V 50. létech byl major Miroslav Linhart suspendován a propuštěn z armády, důvod se však nikdy nedozvěděl. Z váženého a mezi svými oblíbeného důstojníka se stal podřadný pracovník, kterému bylo přiděleno místo v podniku se spotřebním zbožím. Jeho náplní práce byly inventury, což zde obnášelo sčítání jehel, knoflíků a podobného materiálu. Dosavadní přátelé a známí ho začali přehlížet. Původně přidělený byt musela rodina se dvěma dětmi vyměnit za malý periferní, bez sociálního zařízení. Miroslav snášel ponížení a společenskou izolaci velmi špatně a v Karlových Varech, kam se roku 1955 rodina s oběma dětmi přestěhovala, v roce 1965 zemřel.

### Pražské jaro a období normalizace

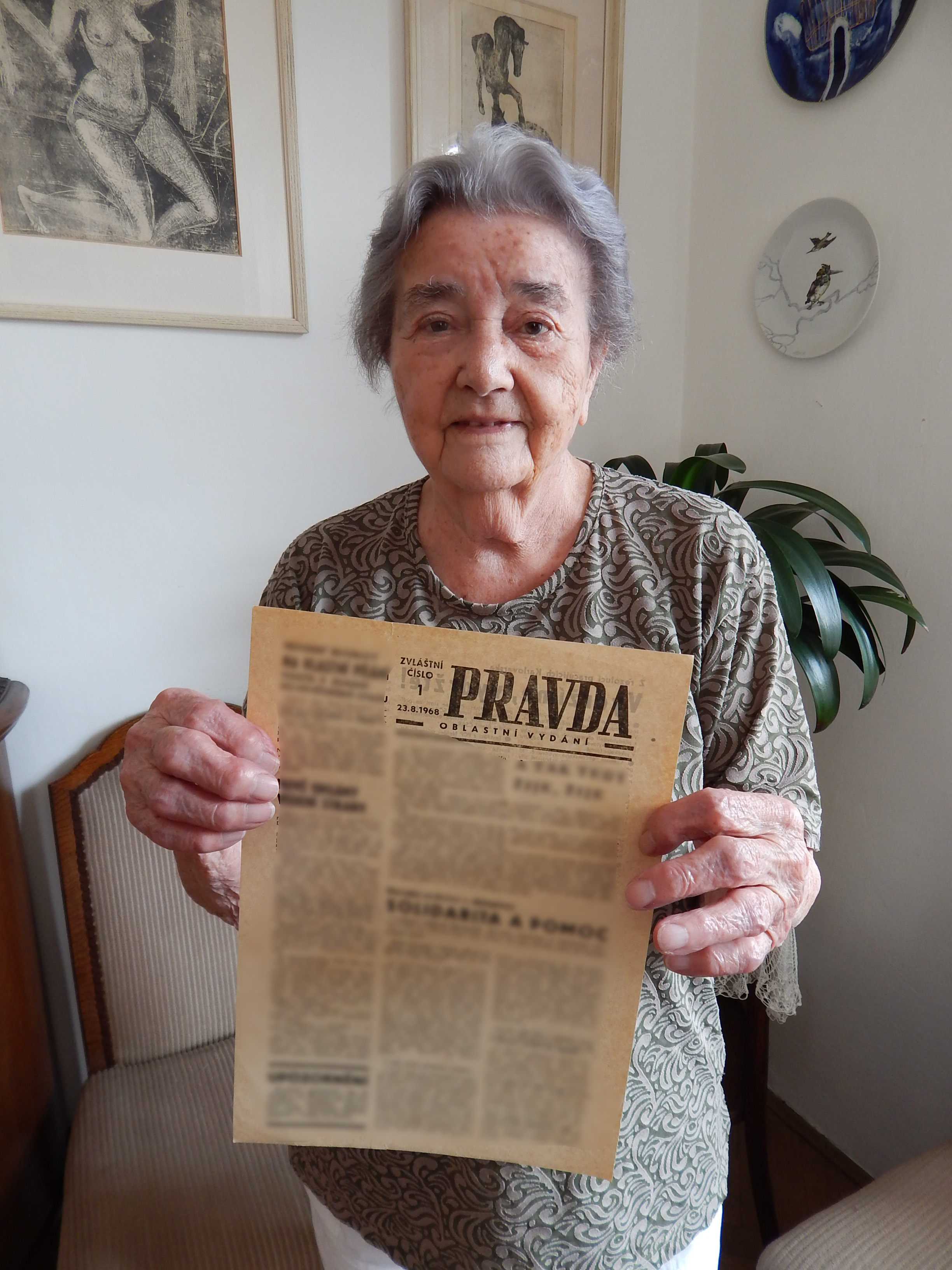
Anna Fidlerová s okupačním vydáním Pravdy ze srpna 1968,
foto Karlovy Vary 2014

V Karlových Varech Anna pracovala jako novinářka, zajímala se především o místní kulturní dění. Psala do karlovarského deníku Stráž míru, později byla dlouholetou okresní zpravodajkou plzeňského deníku Pravda. V Karlových Varech se provdala za dětského lékaře Josefa Fidlera, který od roku 1945 pracoval v karlovarské nemocnici, později jako primář dětského oddělení.
V atmosféře jara roku 1968, období politického uvolnění a demokratizace v Československu, se v březnu v Karlových Varech konala třídenní konference KSČ. Na ní zazněla mj. i ostrá kritika nejen krajského a okresního vedení strany, ale i politických procesů padesátých let a pochybných justičních postupů. Výsledkem konference bylo nezvolení ani jednoho z bývalých tajemníků a vedoucích pracovníků v okrese. Anna Fidlerová popsala tehdy situaci v plzeňské Pravdě článkem s názvem Tři dny, které otřásly Karlovarskem.
Po invazi vojsk Varšavské smlouvy v srpnu 1968 se oba manželé aktivně zapojili do protestů proti okupaci. Na podzim roku 1968 se všude vyměnilo stranické vedení, tedy i karlovarské, a v celé zemi se život vrátil do starých totalitních kolejí. Nastalo tzv. období normalizace a pro občany, kteří se angažovali v odsouzení vpádu vojsk Varšavské smlouvy, nastaly těžké časy. Byly zřízeny prověrkové komise, jejichž kádrováním Anna ani její muž neprošli a museli si hledat nové zaměstnání.
Annin muž byl nucen opustit primariát na dětském oddělení karlovarské nemocnice a působil pak jako lékař v okolí města podle toho, kde byl zrovna potřebný zástup. Prošel tak ordinacemi v Sokolově, Lokti, Horním Slavkově, Toužimi a Žluticích. Všude byl zaměstnán jen na pár měsíců. Pocit potupy i neustálé dojíždění se podepsaly na jeho zdraví. Též Anna, kvůli svým novinářským aktivitám v  srpnu 1968, musela opustit svoji profesi. Dvacet let pak pracovala jako uklízečka nebo technická písařka. Nejprve v podniku karlovarské Becherovky, poté v Karlovarském stavebním družstvu. V roce 1986 odešla do důchodu.

### Po sametové revoluci
Zájem Státní bezpečnosti o rodinu Fidlerovu trval až do listopadu 1989. Sametová revoluce na konci roku 1989 pak patřila k nejkrásnějším obdobím Annina života. V devadesátých letech se dočkala rehabilitace a již v důchodovém věku se vrátila k novinařině. Stala se externí spolupracovnicí několika médií a samostatnou publicistkou. Napsala i vlastivědné práce o Jáchymově a Karlových Varech.

### Závěr života
Anna Fidlerová zemřela v kruhu své rodiny 14. března 2016 ve věku 96 let. Na vlastní přání byla zpopelněna bez obřadu. Rodina a přátelé jí vzdali poslední čest v sobotu 3. září 2016 při obřadu na vsypové loučce Ústředního hřbitova v Karlových Varech, Drahovicích.

#### Annin odkaz mladým
Se svojí pětadevadesátiletou životní zkušeností vzkazuje Anna mladým lidem:
Neberte sami sebe příliš vážně a buďte nad věcí.
Přijdou v životě chvíle ošklivé i tragické, ale nikdy vás to nesmí porazit.
Když se člověku nedaří, nesmí si myslet, že na něm stojí celý svět a vše končí.
Vždy jsou lidé, kteří jsou na tom hůř.
Skromný člověk se nedožije žádné deziluze.
A nakonec je nejdůležitější ze všeho se hodně poučit.

## Výběr z díla
Anna Fidlerová, též pod dřívějším jménem Anna Linhartová, za svůj život napsala několik publikací a bezpočet článků do různých novin a časopisů. V Karlových Varech se pak pravidelně účastnila každoročního Historického semináře Karla Nejdla a velmi často v něm vystupovala se zajímavým příspěvkem. O Jáchymově a Karlových Varech napsala vlastivědné práce. Zde je výběr z její činnosti:

### Monografie
- 1964 – F. Jelínek, K. Kuneš, V. Radechovský – katalog výstavy Galerie umění Karlovy Vary
- 1964 – Karlovarští výtvarníci 1964 – katalog výstavy Galerie umění Karlovy Vary
- 1967 – Údolí živé vody – sešit, Anna Linhartová, vyprávění o horním a lázeňském městě Jáchymově – kolébce atomového věku, o historii dolování stříbra a uranu, o léčivé vodě a ražbě prvních tolarů
- 1968 – Turistický průvodce – Anna Linhartová, společně s: Vladimír Stejskal, Mirko Tomášek, Ferdinand Barták, Vladimír Radechovský, Olympia, dvě vydání
- 1997 – Údolí živé vody – vlastivědná publikace; o historii Jáchymova, vydáno ke 100. výročí narození Marie Curieové-Sklodowské, Městský úřad Jáchymov

### Články
- 1995 – Vzpomínka na karlovarského balneologa MUDr. Jiřího Kovařoviče – IV. Historický seminář Karla Nejdla, Úřad města Karlovy Vary
- 1998 – Rok 1968 v Karlových Varech – Historický sborník Karlovarska, Státní okresní archiv Karlovy Vary
- 1998 – Jizvy na duši Marie Curieové-Sklodowské – VII. Historický seminář Karla Nejdla, Úřad města Karlovy Vary
- 2002 – Vzpomínka na Jiřího Martínka – XI. Historický seminář Karla Nejdla, Klub přátel Karlových Varů
- 2003 – Divadlo z lásky. Čtyřicet let činnosti Divadelního studia D3 v Karlových Varech – XII. Historický seminář Karla Nejdla, Klub přátel Karlových Varů
- 2012 – Dagmar - divadelní fenomén Karlových Varů – XXI. Historický seminář Karla Nejdla, Klub přátel Karlových Varů
- 2012 – Divadlo v Karlových Varech – na stránkách Magistrátu města Karlovy Vary[11]
- 2013/2 – Lesní promenáda k památnému obelisku – časopis Arnika, přírodou a historií Karlovarského kraje[12]
- 2014/1 – Také zde jsou Múzy doma – časopis Arnika, přírodou a historií Karlovarského kraje[13]
- 2014/2 – I když nejdeme zrovna na popravu – časopis Arnika, přírodou a historií Karlovarského kraje[14]
- 2014/2 – Ve jménu otce i syna – Mozartovy sady – časopis Arnika, přírodou a historií Karlovarského kraje[15]
- 2015/1 – Hledali život, našli smrt. Poučná procházka Třebízského ulicí v Mariánských Lázních – časopis Arnika, přírodou a historií Karlovarského kraje[16]
- 2015/2 – Růže barvy oblohy je stále v nedohlednu. Trochu předčasný potlesk – časopis Arnika, přírodou a historií Karlovarského kraje[17]

## Ocenění, nominace
Anna Fidlerová byla jmenována či obdržela následující ocenění:
- Nominace na titul Osobnost Karlovarského kraje – rok 2008, za mimořádný přínos kraji, který čtenářům přináší pohledem na kulturní dění v regionu zajímavými rozhovory s významnými osobnostmi i aktuálními informacemi především z divadelního a hudebního světa.[18]
- Čestná členka karlovarského Rotary klubu.[3]
- Nositelka plakety Vladislava Jáchymovského, nejvyššího uznání karlovarského Rotary klubu za celoživotní novinářskou práci.[3]

### Památník

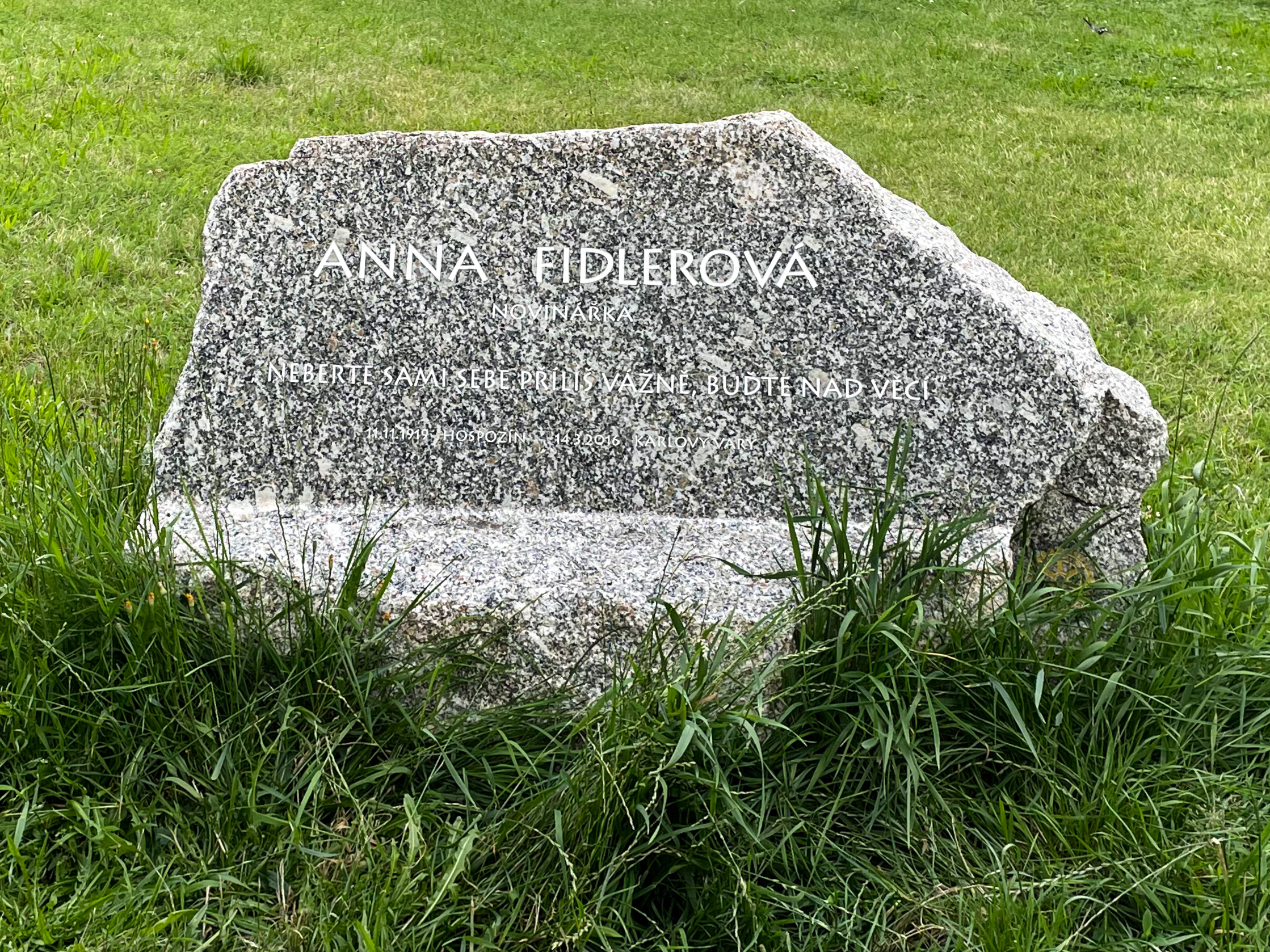
Památník Anny Fidlerové v parku Anny Politkovské v Karlových Varech

V Karlových Varech se nachází památník Anny Fidlerové. Dílo v podobě pamětního kamene vzniklo v roce 2019 v parku Anny Politkovské při příležitosti stého výročí narození Anny Fidlerové z iniciativy a zásluhou Rotary Clubu Karlovy Vary.
Památník nese nápis:
ANNA FIDLEROVÁ
NOVINÁŘKA
„NEBERTE SAMI SEBE PŘÍLIŠ VÁŽNĚ, BUĎTE NAD VĚCÍ“
11. 11. 1919 HOSPOZÍN – 14. 3. 2016 KARLOVY VARY